# Бенин (Нигерия)
Бенин (на йоруба: Ìlú Benin) е град в Южна Нигерия. Агломерацията на града има население от около 1 495 000 жители (по изчисления от март 2016 г.). Намира се в щата Едо на около 360 км източно от Лагос. В Бенин е концентрирана каучуковата индустрия на Нигерия. В градът са разположени 4 университета.